# National Association of Realtors
A National Association of Realtors (NAR), cujos membros são conhecidos como Realtors, é a maior associação de comércio da América do Norte. representando mais de 1,2 milhão de membros